# Addicted to the Violence
Addicted to the Violence je třetí studiové album americké rockové skupiny Daron Malakian and Scars on Broadway. Na obalu alba se opět podílel Vartan Malakian, otec kytaristy Darona Malakiana.
Prvním singlem se stala píseň „Killing Spree“, která vyšla 6. června.

## Seznam skladeb
Všechny skladby napsal(i) Daron Malkian. 
| Pořadí         | Název                    | Délka |
| -------------- | ------------------------ | ----- |
| 1.             | Killing Spree            | 2:46  |
| 2.             | Satan Hussein            | 3:06  |
| 3.             | Done Me Wrong            | 3:01  |
| 4.             | The Shame Game           | 5:16  |
| 5.             | Destroy the Power        | 3:56  |
| 6.             | Your Lives Burn          | 1:57  |
| 7.             | Imposter                 | 3:16  |
| 8.             | You Destroy You          | 3:18  |
| 9.             | Watch That Girl          | 4:32  |
| 10.            | Addicted to the Violence | 5:29  |
| Celková délka: | Celková délka:           | 36:41 |

## Obsazení
- Daron Malakian – zpěv, kytara, baskytara
- Orbel Babayan – klávesy, klavír, varhany, mandolína, kytara, baskytara
- Roman Lomtadze – bicí
- Matthew Silberman – saxofon